# ماشین‌ها ۲
ماشین‌ها ۲ (به انگلیسی: Cars 2) عنوان قسمت دوم انیمیشن ماشین‌ها در سال ۲۰۰۶ که به صورت ۳ بعدی ساخته شده و در ۲۴ ژوئن ۲۰۱۱ در ایالات متحده اکران شد. قسمت اول انیمیشن ماشین‌ها توسط استودیوهای دیزنی و پیکسار ساخته شد اما در قسمت دوم آن دریم ورکس انیمیشن جایگزین دیزنی شد، انیمیشن ماشین‌ها ۲ چهارمین همکاری استودیوهای پیکسار، والت دیزنی و دریم ورکس انیمیشن می‌باشد.

## مرگ بازیگران
قبل از ساخت این انیمیشن سه تن از صداپیشگان فیلم اول از دست رفتند. جو رنفت در نقش قرمز در یک تصادف رانندگی جان داد. جورج کارلین در نقش فیلمور، در ژوئن ۲۰۰۸ بر اثر سکته قلبی و پل نیومن صداپیشه نقش دکتر هادسن ۳ ماه قبل از اتمام فیلم نامه این فیلم درگذشتند.

## داستان ماشین های ۲
مدت‌ها از آخرین باری که لایتنینگ مک کوئین در مسابقه موفق شده بود خود را به عنوان سلطان جاده‌ها مطرح کند می‌گذرد. او اکنون خوشحال از بی‌رقیب بودنش است قصد دارد تا مدتی را به استراحت و تعمیر فنی خود بپردازد اما رقیب قدیمی و کهنه کار ایتالیایی او به نام فرانچسکو برنولی پیشنهاد شرکت در یک گراند پریکس جهانی را به لایتنینگ مک کوئین می‌دهد و اعلام هم می‌کند که خودش، قهرمان بی‌رقیب این مسابقات خواهد بود. لایتنینگ مک کوئین که سرش برای مسابقات و کل کل کردن با ماشین‌های دیگر درد می‌کند به همراه دوست صمیمی خود یعنی ماتر آماده می‌شوند تا به این گراند پریکس که قرار است در شهرهای توکیو، پورتو کورسا و لندن برگزار شود ، قدم بگذارند. همه چیز برای لایتنینگ مک کوئین و ماتر به خوبی پیش می‌رود تا زمانی که این دو متوجه می‌شوند که گراند پریکس جهانی کاملاً قانونی برگزار نمی‌شود و دست‌هایی پشت پرده است که می‌خواهد لایتنینگ مک کوئین به مقام قهرمانی در این مسابقات نرسد. ماجرا از این قرار است که رئیس مافیایی که به بزرگترین منبع نفتی جهان دست یافتند (یعنی حیاتی‌ترین منبع برای ماشین‌ها) ادعا می‌کند سوختی که از عناصر طبیعی تولید می‌شود کشف کرده‌است. او در یک برنامه تلویزیونی اعلام می‌کند برای ثابت کردن کارایی و کیفیت سوخت خود اولین جام جهانی مسابقه سرعت در جهان را برگزار می‌کند و طی جریانی لایتنینگ مک کوئین راضی می‌شود تا علی‌رغم اینکه تازه به تعطیلات رفته است در جام جهانی شرکت کند.